# Aukstaičiai dijalekt
Aukstaičiai dijalekt (aukshtaitish, aukshtaichiai, aukstaitiskai, aukstaičiai, Aukštaičiai, aukštaitish, visokolitvanski, aukštaičių), jedan od glavnih dijalekata litavskoga jezika
 kojim se služe ili su se služili pripadnici litavske etničke skupine Aukstaiciai. Postoje istočni i značajniji zapadni pod-dijalekt, na kojem se temelji standardni litavski jezik.